# 伊万·馬拉斯
伊万·馬拉斯（1986年4月20日—），黑山籃球運動員。他現在效力於白俄羅斯球隊BC Tsmoki-Minsk。他也代表黑山國家男子籃球隊參賽。